# 片野道郎
片野 道郎（かたの みちお、1962年 - ）は、日本のジャーナリスト、翻訳家。
宮城県仙台市出身。父は国文学者で東北大学教授の片野達郎。東京都立大学人文学部卒業。サッカー専門誌を中心に活動している。1995年よりイタリア、ピエモンテ州アレッサンドリア在住。

## 著書
- モウリーニョの流儀（2009年、河出書房新社）
- チャンピオンズリーグの20年 サッカー最高峰の舞台はいかに進化してきたか（2012年、河出書房新社）
- それでも世界はサッカーと共に回り続ける－プラネット・フットボールの不都合な真実（2017年、河出書房新社）
- チャンピオンズリーグ・クロニクル　「サッカー最高峰の舞台」がたどった激動の四半世紀（2019年、河出書房新社）

### 共著
- 監督ザッケローニの本質 18人の証言で探る知将の戦略（アントニオ・フィンコ共著、2011年、光文社）
- 元ACミラン専門コーチのセットプレー最先端理論（ジョバンニ・ビオ共著、2017年、ソル・メディア）
- モダンサッカーの教科書（レナート・バルディ共著、2018年、ソル・メディア）
- サッカー“ココロとカラダ”研究所（ロベルト・ロッシ共著、2019年、ソル・メディア）
- モダンサッカーの教科書II（レナート・バルディ共著、2020年、ソル・メディア）
- モダンサッカーの教科書III（レナート・バルディ共著、2021年、ソル・メディア）
- モダンサッカーの教科書IV（レナート・バルディ共著、2022年、ソル・メディア）

### 翻訳
- シルヴィオ・ピエールサンティ『飛躍 中田英寿 日本では報道されないヒデの勇姿（1999年、講談社）
- ステーファノ・ボルドリーニ『NAKATA 中田英寿イタリア戦記』（2001年、朝日新聞社）
- ウィリー・パジーニ、ドナータ・フランチェスカート『人生を変えられる人、変えられない人』（2002年、廣済堂出版）
- 『ロベルト・バッジョ自伝 天の扉』（2002年、潮出版社）
- 『ロベルト・バッジョ自伝 Ⅱ 夢の続き』（2003年、潮出版社）
- アルフレード・ペドゥラ『SHUNSUKE 中村俊輔 イタリアの軌跡』（2003年、朝日新聞社）
- パオロ・ロッシ『セリエAに挑んだ男たち カズ 中田 名波 俊輔 柳沢』（2005年、朝日新聞社）
- カルロ・アンチェロッティ『アンチェロッティの戦術ノート』（2010年、河出書房新社）
- カルロ・アンチェロッティ,ジョルジョ・チャスキーニ『アンチェロッティの完全戦術論』（2014年、河出書房新社）
- ニコライ・リリン『シベリアの掟』（2015年、東邦出版）
- カルチョメルカート劇場　世界一クレイジーな移籍市場の秘密をすべて教えよう（2021年、ソル・メディア）